# Kateryniwka (rejon siewierodoniecki)
Kateryniwka (ukr. Катеринівка) – wieś na Ukrainie, w obwodzie ługańskim, w rejonie siewierodonieckim. W 2001 liczyła 484 mieszkańców.